# Ramallo (partido)
Ramallo (Partido de Ramallo) is een partido in de Argentijnse provincie Buenos Aires. Het bestuurlijke gebied telt 29.179 inwoners. Tussen 1991 en 2001 steeg het inwoneraantal met 8,6 %.

## Plaatsen in partido Ramallo
- El Paraíso
- Pérez Millán
- Ramallo
- Villa General Savio
- Villa Ramallo